# Præsidentvalget i USA 1804
Præsidentvalget i USA 1800 var det femte præsidentvalg i USA, som blev afholdt fra fredag den 2. november til onsdag den 5. december 1804. Den siddende demokratisk-republikanske præsident Thomas Jefferson besejrede føderalisten Charles C. Pinckney fra South Carolina. Det var det første præsidentvalg, der blev gennemført efter ratificeringen af det tolvte forfatningsændring til USA's forfatning, som reformerede procedurerne for valg af præsidenter og vicepræsidenter.
Jefferson blev gennomineret ved sit partis kongres uden nogen opposition, og partiet nominerede guvernør George Clinton i New York til at erstatte Aaron Burr som Jeffersons vicepræsidentkandidat. Da den tidligere præsident John Adams gik på pension, henvendte føderalisterne sig til Pinckney – en tidligere ambassadør og helt fra den amerikanske uafhængighedskrig, som havde været Adams' vicepræsidentkandidat ved valget i 1800.
Selvom Jefferson kun havde besejret Adams snævert i 1800, var han meget populær på grund af Louisiana-købet og en stærk økonomi. Han vandt næsten alle delstater, inklusive de fleste stater i den føderalistiske højborg New England.

## Eksterne links
- Valget i 1804 – Counting the Votes Arkiveret 30. september 2019 hos  Wayback Machine